# N (regény)
Az N Lovas Lajos magyar író sci-fi kalandregénye. A kötet 2010-ben jelent meg a Metropolis Media gondozásában a Galaktika Fantasztikus könyvek sorozatban.

## Történet
2007-ben a főhős, Fehérvár Nándor egy budapesti kórházban tért magához. A harmincas évei közepén járó jóképű férfi kómából ébredt fel. Meggyőződése szerint 2067-ben született, ezért ez a Magyarország teljességgel érthetetlen a számára. Az amnéziája miatt semmire sem emlékezett vissza a saját addigi életéből, még nemzeti identitásával sem volt tisztában. Bár Nándor  nem gyógyult meg teljesen, ám egy napon - állítólagos - szépségesen szép felesége, Klára beállított a kórházba két gyermekkel, és a kezelőpszichiáter tiltakozása ellenére hazavitte a férjét. Kiderült a főhősről, hogy dúsgazdag, pompás, úszómedencés lakása van, és balesete előtt - ösztöndíjasként - filozófia-történeti könyvet írt. A gyönyörű, kívánatos és mindenben szolgálatkész Klárával és a gyermekekkel furcsa dolgok történtek, ezért Nándi magára maradt félelmetesen nagy mennyiségű húszezres bankjegy társaságában. Kezdetben egyedül nézette szembe a számára ismeretlen világ kihívásaival, de aztán csinosabbnál csinosabb hölgyek siettek a segítségére. Furcsa álmait, amelyekből következtetni lehetett volna arra, hogy ki is ő valójában a pszichiátere tanácsára feljegyezte. A hihetetlen memóriájú fiatalember megdöbbenve tapasztalta magán, hogy több európai nyelven folyékonyan beszél, és hamarosan egyre tisztábban emlékezett arra, hogy honnan, milyen jövőből érkezett a 21. század elejére. A magyar valóság megismerése után európai utazásokat tett, és eljött az az idő is, amikor döntenie kellett arról, hogy melyik világban szeretne élni.

## A regényről
A könyv hátsó borítója kacagtató fantáziaregényként ajánlja a regényt az olvasó figyelmébe. Az egyes szám egyes személyben elbeszélt történet felhőtlen humorában azonban az adott kor (itt és most) társadalomkritikája is megtalálható. Nem bántóan, nem mélyre hatóan, hanem csipkelődve, karcolatszerűen, görbe tükröt mutatva a napjainkat eluraló nagyképű trendiség és a pénzmánia elé.
A kritikusok között vannak, akik strandregénynek, könnyen felejthető történetnek értékelik, míg mások vérbő, humoros kalandregénynek tartják Lovas Lajos titokzatos című (N) regényét. A sci-fi-elemek közül Philip K. Dick androidjai is feltűnnek a cselekmény során. Az időutazás titkai ugyan nem kerülnek kibontásra, de a szerző sejteti, ha lesz a regényének folytatása, a főhős nyomába szegődik ennek a rejtélynek is. A genetikailag módosított, így hatalmas agykapacitással rendelkező tréfás nevű Fehérvár Nándor kalandjai között kiemelt szerepet kap a szex. Az 1984-ben készített lengyel sci-fi vígjátékkal ellentétében (Szexmisszió) az N-ben nem a nők ragadják meg a - jövőben - hatalmat, és a férfiakat taszítják szinte rabszolgasorba, hanem pontosan az ellenkezője következik be. Ebben a jövőképben a nők szorulnak rezervátumokba, és a helyüket androidnők veszik át. Az uralkodó férfitársadalom elleni lázadás feszültségkeltő szerepét Lovas Lajos - fokozatosan ráébresztve a főhőst és az olvasót - kedélyesen, üdítő humorral és izgalmas cselekménykibontással teszi meg.
A könyvborító ismertetője Douglas Adams és Moldova György legjobb hagyományait idéző írásnak tarja a regényt.

## Szereplők
- Fehérvár Nándor
- Klára, Nándor felesége
- Dr. Molnár Edit, pszichológus
- a vörös hajú Klára
- a szöszke Rita
- Zita, harcos feminista
- Kovács úr, autókereskedő
- Géza, tévés
- Zoli és Barnabás, egyetemisták
- Botev úr, bolgár kempinges
- Aziz, órakereskedő
- Cecília, elnökasszony
- Barika és Marika, idős hölgyek
- Sanyi, a pincér[2]
- Vazul, népi avantgárd költő
- Izabella, Anna, Emma, Nándor tanítványai
- Gabi, a könyváruslány